# Salz-Teichbinse
Die Salz-Teichbinse (Schoenoplectus tabernaemontani) wird auch Salz-Teichsimse oder Graue Seebinse genannt und gehört zur Familie der Sauergrasgewächse (Cyperaceae). Es handelt sich um eine recht großwüchsige binsenartige Pflanze von typisch graugrüner Farbe. Zeitweise wurde sie nur als Unterart der Gewöhnlichen Teichbinse (Schoenoplectus lacustris) angesehen, welche noch größer wird und ein frischeres Grün aufweist. Sie ist an Ufern von Gewässern zu finden und ist dabei vergleichsweise salztolerant. Benannt wurde die Art zu Ehren des frühneuzeitlichen Gelehrten Jacob Theodor Tabernaemontanus (um 1522–1590).

## Merkmale

Rhizom

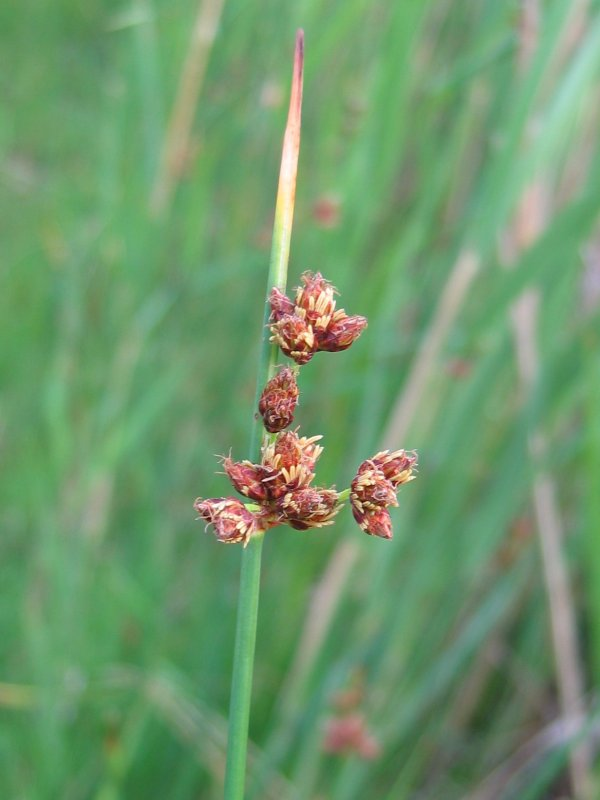
Spirre (Blütenstand)

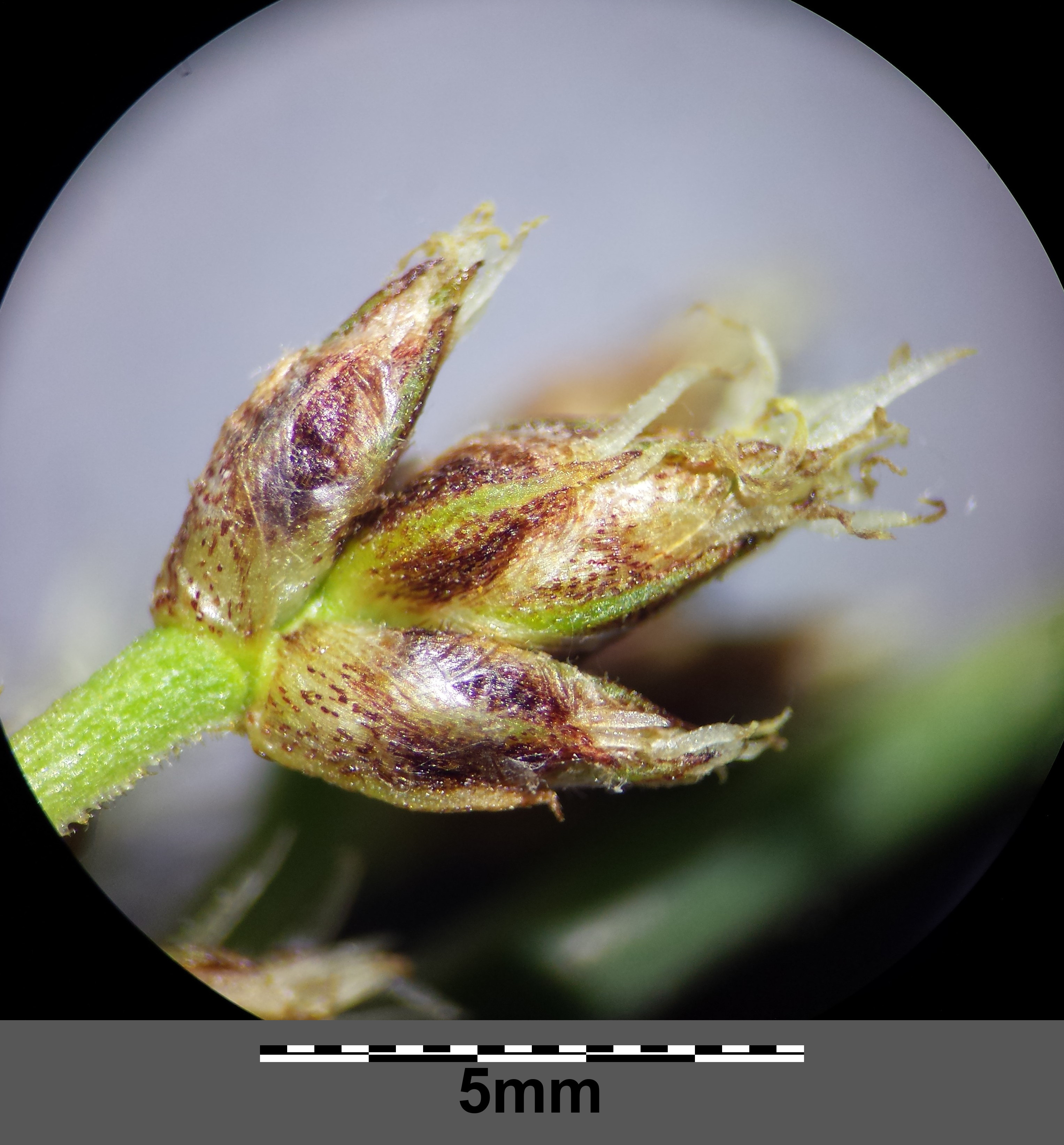
Blütenstand. Die Deckblätter sind mit rötlichen Warzen besetzt.

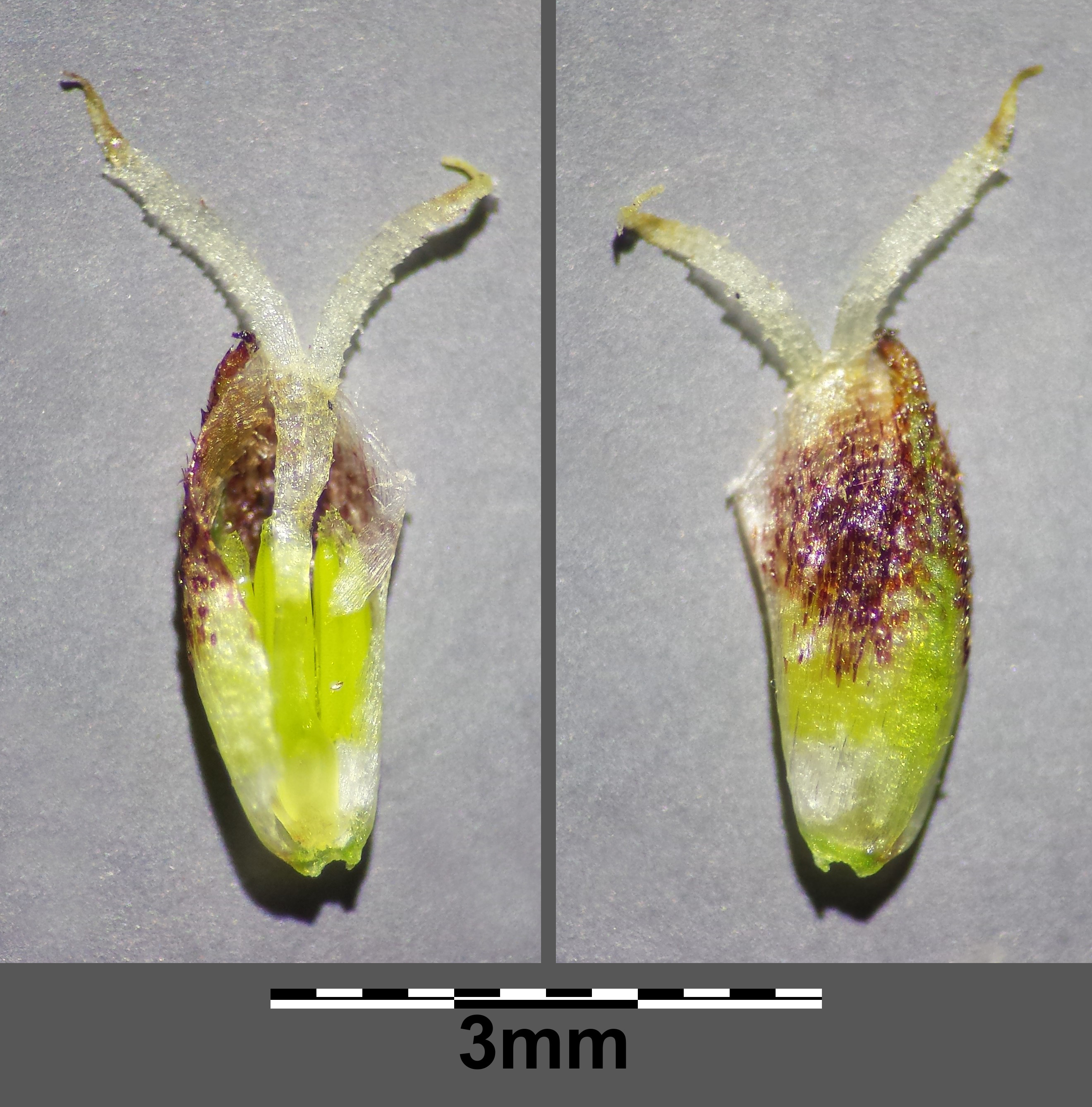
Blüte mit zwei Griffeln und Deckblatt

Salz-Teichbinsen sind ausdauernde, krautige Pflanzen, die Wuchshöhen von 80 bis 150 (selten 250) Zentimetern erreichen. Sie besitzen lange, dicke, unterirdisch kriechende Rhizome als Überdauerungsorgan. Ihr bis oben meist stielrunder Stängel ist grau- bis blaugrün gefärbt. Die Blattscheiden befinden sich am Grund des Sprosses und weisen kurze, nur selten über zehn Zentimeter lange Blattspreiten auf. Der spirrige Blütenstand erscheint im Juni und Juli, besteht aus relativ wenigen (bis über 50) Ährchen und hat einen Durchmesser von höchstens acht Zentimetern. Er ist damit kleiner, dichter und blütenärmer als bei der Gewöhnlichen Teichbinse. Die braunen Spelzen besitzen zahlreiche rote Warzen, insbesondere auf und um den Mittelnerv. Es werden stets zwei Narben ausgebildet. Die Nüsschen sind linsenförmig und 2 bis 2,5 mm lang.
Die Chromosomenzahl ist 2n = (38, 40) 42 (44).

## Vorkommen
Die Salz-Teichbinse bildet eigene Dominanzbestände oder wächst in Röhrichtgesellschaften stehender oder fließender Gewässer, etwa an Gräben, Bächen, Teichen (besonders Klärteiche), Tümpeln sowie in Quellsümpfen. In Flussmündungen der Küsten besiedelt sie tidebeeinflusste Brack- und Süßwasserröhrichte, kommt in Marschgräben und auf Spülflächen vor. Bevorzugt werden stark wechselnasse bis überschwemmte, nährstoff- und basenreiche (manchmal kalkhaltige), schlammige Sand- und Lehmböden, die auch salzhaltig sein können. Diese Salztoleranz bedingt Verbreitungsschwerpunkte in Küstengebieten, an Flussunterläufen sowie an Binnensalzstellen und in Gipskeupergebieten. Außerhalb davon fehlt diese Pflanze über weite Strecken.
Die Art ist kosmopolitisch verbreitet. Sie kommt in Eurasien, Amerika und Australien vor und ist nur in Afrika auf die nördlichen Teile beschränkt. Sie steigt in Graubünden am Taraspsee bis 1410 Meter und im Kanton Wallis bei Montana bis 1520 Meter Meereshöhe auf. In Mitteleuropa tritt sie zerstreut bis relativ selten auf, in den Küstenregionen häufiger. Sie gedeiht in Gesellschaften des Verbands Phragmition, etwa im Cladietum oder in Gesellschaft von Bolboschoenus maritimus.
Die ökologischen Zeigerwerte nach Landolt et al. 2010 sind in der Schweiz: Feuchtezahl F = 4+w+ (nass aber stark wechselnd), Lichtzahl L = 4 (hell), Reaktionszahl R = 4 (neutral bis basisch), Temperaturzahl T = 4 (kollin), Nährstoffzahl N = 3 (mäßig nährstoffarm bis mäßig nährstoffreich), Kontinentalitätszahl K = 2 (subozeanisch), Salztoleranz = 1 (tolerant).

## Taxonomie
Die Salz-Teichbinse wurde 1805 als Scirpus tabernaemontani von Karl Christian Gmelin in Flora Badensis Alsatica et confinium regionum cis et transrhenana ...,  Band 1, S. 101 erstbeschrieben. Die Art wurde von Eduard Palla als Schoenoplectus tabernaemontani (C.C. Gmel.) Palla in die Gattung Schoenoplectus gestellt. Synonyme sind Scirpus lacustris subsp. tabernaemontani (C.C. Gmel.) Syme, Schoenoplectus lacustris subsp. glaucus (Sm.) Bech., Schoenoplectus lacustris subsp. tabernaemontani (C.C. Gmel.) Á. Löve & D. Löve, Scirpus glaucus Sm. non Lam., Scirpus lacustris subsp. glaucus (Sm.) Hartm. und Scirpus globifer Steud.